# Girolamo Cantelli

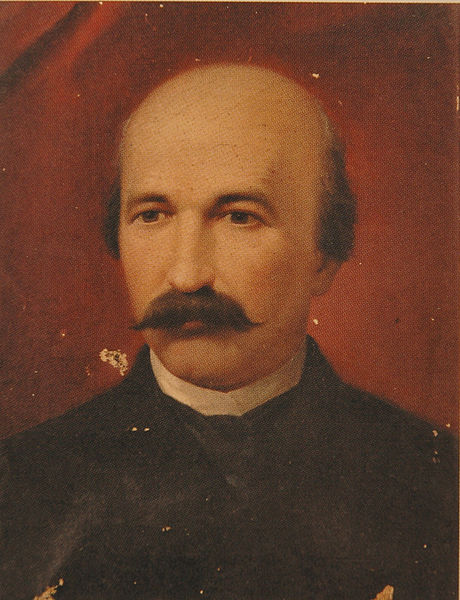

Girolamo Giuseppe Maria Gaspare Cantelli (Parma, 22 giugno 1815 – Parma, 7 dicembre 1884) è stato un patriota e politico italiano, senatore e ministro del Regno d'Italia.

## Biografia
Suddito del Ducato di Parma e Piacenza, nel 1845 fu scelto dagli elementi liberali podestà di Parma, incarico che resse sotto Maria Luisa e, dopo la morte della duchessa (17 dicembre 1847), sotto Carlo Ludovico. Durante i moti del 1848, fu membro della reggenza (20-29 marzo 1848) e poi Presidente del Governo provvisorio del Ducato di Parma (11 aprile-14 maggio 1849), favorevole all'annessione del Ducato di Parma nel Regno di Sardegna. Ritornato il nuovo duca Carlo III, il 14 maggio 1849 Cantelli subì il sequestro dei beni e si recò in esilio a Genova. Poté tornare in patria dopo la morte di Carlo Ludovico (1854). Nel 1859 fu eletto presidente dell'Assemblea dei rappresentanti del popolo del Ducato di Parma ed ebbe una parte importante nell'annessione di Parma al Piemonte (1859), opponendosi sia ai reazionari che ai repubblicani mazziniani.
Nel nuovo Regno d'Italia, il 14 luglio 1861 Cantelli fu nominato commissario civile presso il luogotenente del re (Enrico Cialdini) nelle province dell'ex Regno delle Due Sicilie. Cantelli entrò in urto con Cialdini il quale, pur di stroncare la resistenza dei fautori dell'ex regno borbonico, aveva scelto di venire a patti con la sinistra e poter attuare azioni repressive e spesso il ricorso a misure di durissima rappresaglia. Cantelli si oppose a Cialdini per essersi appoggiato alla sinistra, anziché ai moderati. Il battibecco fu poco gradito da Ricasoli a Torino: Cialdini il 16 agosto 1861 rassegnò le dimissioni da luogotenente (salvo riassumerle quando furono respinte) e Cantelli fu sostituito da Giovanni Visone (regio decreto del 25 agosto 1861) e nominato prefetto di Firenze (7 settembre 1864), incarico che resse fino al 3 novembre 1867 (giorno in cui avvenne la battaglia di Mentana). L'atteggiamento di Cantelli nei confronti degli ex sudditi del Granducato di Toscana fu poco amichevole in quanto, a suo parere, poco favorevoli alla politica del governo centrale
L'8 ottobre 1865 Cantelli fu nominato senatore del Regno (categorie II, III e XXI). Fu Ministro dei lavori pubblici del Regno d'Italia nei Governi Menabrea I e Menabrea II e Ministro dell'interno nei Governi Menabrea II e Minghetti II; nel secondo Ministero Minghetti, a seguito delle dimissioni di Antonio Scialoja assumerà ad interim l'incarico di Ministro della pubblica istruzione. L'attività più controversa fu quella di ministro degli interni, che ha portato Alessandro Galante Garrone a definire la politica di Cantelli "stolida persecuzione". L'avversione per i repubblicani lo spinse a far arrestare per cospirazione, ma senza neppure un mandato di cattura, e incarcerare nella rocca di Spoleto, 28 repubblicani per lo più romagnoli (fra cui Aurelio Saffi e Alessandro Fortis) che il 2 agosto 1874 partecipavano a un convegno nella Villa Ruffi di Rimini. Pochi giorni dopo seguirono altri arresti: quelli del 23enne Andrea  Costa e del garibaldino Alberto Mario. Fu un'azione dannosa anche per i monarchici (i repubblicani di Romagna, fino allora fedeli alla dottrina mazziniana, si erano riuniti per decidere la partecipazione alle elezioni politiche): i repubblicani arrestati peraltro vennero prosciolti in istruttoria. Pochi mesi dopo, il 5 dicembre 1874, Cantelli, assieme al guardasigilli Vigliani presentò un progetto di legge teso a mettere fuori legge le opposizioni, prevedendo per gli oppositori il domicilio coatto da uno a cinque anni "per decreto del ministro dell'interno sulla proposta del prefetto, inteso il parere di una Giunta locale presieduta dal prefetto stesso e composta del presidente e del procuratore del Re del tribunale del capoluogo della provincia e del comandante dei reali carabinieri della provincia medesima". Dopo la caduta della Destra (1876) il nuovo ministro dell'interno Giovanni Nicotera attaccherà in Senato Cantelli non solo per la sua politica autoritaria, ma anche per gli illeciti interventi nelle elezioni e per i finanziamenti accordati ad alcuni giornali. Negli ultimi anni Cantelli si dedicò alla vita amministrativa di Parma (assessore comunale e presidente del consiglio provinciale di Parma).
Tra il 1876 e il 1883 fu Presidente della Società Editrice della Gazzetta di Parma.
Morì a Parma, sua città natale, nel 1884 e venne inumato nella Basilica di Santa Maria della Steccata.